# Perpetual Flame
Albums de Yngwie Malmsteen
Unleash the Fury
(2005) Angels of Love
(2009)
Perpetual Flame est un album d'Yngwie Malmsteen, sorti le 14 octobre 2008.
C'est le premier de ses disques à sortir sur son label, Rising Force Records, distribué par Koch. En tout, Malmsteen a enregistré 39 titres pour ce nouveau disque. Le mixage a été effectué par Roy Z.

## Composition du groupe
- Yngwie Malmsteen : guitare, basse, claviers, chant
- Tim "Ripper" Owens : chant
- Derek Sherinian : claviers
- Patrick Johansson : batterie

## Titres
Paroles et Musique de Yngwie Malmsteen.

(•): instrumental.
1. "Death Dealer" - 5:25
2. "Damnation Game" - 5:03
3. "Live to Fight (Another Day)" - 6:13
4. "Red Devil" - 4:06
5. "Four Horsemen (of the Apocalypse)" - 5:23
6. "Prieast of the Unholy" - 6:46
7. "Be Careful What You Wish For" - 5:29
8. "Caprici di Diablo" - 4:28 (•)
9. "Lament" - 4:30 (•)
10. "Magic City" - 7:26
11. "Eleventh Hour" - 8:03
12. "Heavy Heart" - 5:58 (•)

## Import japonais
- D'habitude plus élaborés, les deux pressages fabriqués au Japon pour Perpetual Flame blessent par leur manque d'originalité. Tout d'abord, l'album n'a aucun bonus sur l'édition régulière (UICE-1139). L'édition alambiquée en version SHM-CD (UICE-9076) contient un DVD de 12 minutes où Yngwie parle de l'album (évoquant même un titre ne figurant pas sur le disque, Enemy Within), mais l'album comporte un titre en moins : Four Horsemen (Of The Apocalypse). C'est Universal qui distribue le disque pour Rising Force Records.

## Autour de l'album
- C'est sans aucun doute l'album le plus hard de sa discographie, Yngwie a encore durci sa musique et l'arrivée du screamer Tim Owens (ex Judas Priest) donne le ton de l'album.
- Deux titres ont bénéficié d'une section de cordes enregistrées à Istanbul.
- Yngwie chante seul sur Magic City, une chanson bluesy dans laquelle il évoque son confort de vie trouvé à Miami.
- Yngwie a écrit le texte de Death Dealer avant d'en écrire la musique. La chanson est probablement inspirée de la célèbre peinture Heroic Fantasy intitulée Death Dealer (1973) de Frank Frazetta. Une illustration de ce dernier a été choisie pour la pochette de War to End All Wars.
- Yngwie a stocké dix titres enregistrés et mixés mais non retenus pour cet album, puis a sélectionné plusieurs chansons pour son album suivant Relentless.